# نولبرتو سولانو
نولبرتو سولانو (انگلیسی: Nolberto Solano؛ زادهٔ ۱۲ دسامبر ۱۹۷۴) بازیکن فوتبال اهل پرو است.
از باشگاه‌هایی که در آن بازی کرده‌است می‌توان به باشگاه فوتبال نیوکاسل یونایتد، باشگاه فوتبال استون ویلا، باشگاه فوتبال هارتل پول یونایتد، باشگاه فوتبال هال سیتی، باشگاه فوتبال لاریسا، باشگاه فوتبال لستر سیتی، باشگاه فوتبال وستهام یونایتد، و باشگاه فوتبال بوکا جونیورز اشاره کرد.
وی همچنین در تیم ملی فوتبال پرو بازی کرده‌است.